# Rezerwat przyrody Jezioro Cęgi Małe
Jezioro Cęgi Małe – wodny rezerwat przyrody na obszarze gminy Koczała, w powiecie człuchowskim, w województwie pomorskim. Został utworzony na mocy zarządzenia Ministra Leśnictwa i Przemysłu Drzewnego z dnia 3 grudnia 1981 roku i początkowo zajmował powierzchnię 4,06 ha. W 2015 roku powiększono go do 6,80 ha, z czego samo jezioro zajmuje 3,56 ha. W celu zabezpieczenia rezerwatu przed zagrożeniami zewnętrznymi wyznaczono otulinę o powierzchni 18,65 ha.
Celem ochrony w rezerwacie jest zachowanie jeziora lobeliowego Cietrzewie oraz przylegających do niego torfowisk i lasów bagiennych wraz z charakterystycznymi dla nich biotopami i biocenozami.
Do występujących na terenie rezerwatu roślin należą: lobelia jeziorna, poryblin jeziorny, brzeżyca jednokwiatowa, bagno zwyczajne, modrzewnica zwyczajna, rosiczka, widłak torfowy, skrzyp bagienny.
Najbliższe miejscowości to Zapadłe i Trzyniec.